# Vârvoru de Jos
Vârvoru de Jos est une commune roumaine située dans le județ de Dolj.